# Enzo Coacci
Enzo Gabriel Coacci (Bahía Blanca, 9 agosto 1998) è un calciatore argentino, attaccante dell'Olimpo.

## Caratteristiche tecniche
È un'ala destra.

## Carriera
Cresciuto nel settore giovanile dell'Olimpo, ha debuttato in prima squadra il 29 luglio 2018 disputando l'incontro di Copa Argentina perso 1-0 contro il Gimnasia (LP). Il 2 luglio 2019 è passato al Defensa y Justicia.

## Statistiche
Statistiche aggiornate all'8 marzo 2020.

### Presenze e reti nei club
| Stagione        | Squadra            | Campionato      | Campionato | Campionato | Coppe nazionali | Coppe nazionali | Coppe nazionali | Coppe continentali | Coppe continentali | Coppe continentali | Altre coppe | Altre coppe | Altre coppe | Totale | Totale | Totale |
| Stagione        | Squadra            | Comp            | Pres       | Reti       | Comp            | Pres            | Reti            | Comp               | Pres               | Reti               | Comp        | Pres        | Reti        | Pres   | Reti   |        |
| --------------- | ------------------ | --------------- | ---------- | ---------- | --------------- | --------------- | --------------- | ------------------ | ------------------ | ------------------ | ----------- | ----------- | ----------- | ------ | ------ | ------ |
| 2018-2019       | Olimpo             | PN              | 7          | 1          | CA              | 1               | 0               |                    | -                  | -                  |             | -           | -           | 8      | 1      |        |
| 2019-2020       | Defensa y Justicia | PD              | 3          | 0          | CA              | 0               | 0               | CS                 | 1                  | 0                  |             | -           | -           | 4      | 0      |        |
| Totale carriera | Totale carriera    | Totale carriera | 10         | 1          |                 | 1               | 0               |                    | 1                  | 0                  |             | -           | -           | 12     | 1      |        |

## Palmarès

### Club

#### Competizioni internazionali
- Coppa Sudamericana: 1

Defensa y Justicia: 2020
- Recopa Sudamericana: 1

Defensa y Justicia: 2021